# 미션: 톱스타를 훔쳐라
"미션: 톱스타를 훔쳐라"는 2015년에 개봉한 대한민국의 영화이다.

## 캐스팅
- 오창석 : 윤빈 역 - 이 영화의 남주인공.
- 김정헌 : 홍민우 역 - 이 영화의 서브 남주인공.
- 김주리 : 정수진 역 - 이 영화의 페이크 여주인공.
- 윤아민 : 유영숙 역 - 이 영화의 진 여주인공.
- 박동빈 : 한철호 역 - 이 영화의 만악의 근원이자 진 최종 보스.
- 김민승 : 조태식 역 - 이 영화의 메인 빌런이자 준 최종 보스.
- 송지인 : 상희 역
- 김주환 : 경수 역
- 허진욱 : 독사 역 - 이 영화의 중간 보스.
- 박영준 : 마적 역
- 최제헌 : 만수 역
- 진우진 : 영태 역
- 홍민우 : 연대장 역
- 허길자 : 윤빈 어머니 역
- 김윤홍 : 목사 역
- 장격수 : 효규 역
- 송아림 : 미진 역
- 김니나 : 명아 역